# مزبورة
مزبورة قرية سوريّة تتبع إداريّاً لمحافظة حلب منطقة دير حافر ناحية رسم حرمل الإمام، بلغ تعداد سكانها 2,438 نسمة حسب التعداد السكاني لعام 2004.

## تسمية
سميت يهذه الاسم نظراً إلى معركة حصلت بين اعمومه بقرية أبو جبار الشمرية وقطع جد المزبورة يد ولد عمه فكانوا يقولون لها يد مزبورة أي مقطوعة ومن هنا جاءت التسمية.

## مناخ
مناخها شبة صحراوي ويعتمد سكانها على العمل الخاص.